# Historia rekordu świata na 200 m stylem motylkowym
Poniższe tabele przedstawiają historię rekordów świata na dystansie 200 m stylem motylkowym zatwierdzone przez Światową Federację Pływacką (FINA). Od 3 marca 1991 roku FINA rozpoczęła uznawanie rekordów ustanowionych na krótkim basenie (25-metrowym).

## Mężczyźni

### Basen 50 m
| Lp. | Czas    | Zawodnik         | Państwo           | Data                 | Zawody                   | Miejsce             |       |
| --- | ------- | ---------------- | ----------------- | -------------------- | ------------------------ | ------------------- | ----- |
| 1.  | 2:19,0  | Michael Troy     | Stany Zjednoczone | 11 lipca 1959        |                          | Los Altos           |       |
| 2.  | 2:16,4  | Michael Troy     | Stany Zjednoczone | 11 lipca 1959        |                          | Los Altos           |       |
| 3.  | 2:15,0  | Michael Troy     | Stany Zjednoczone | 10 lipca 1960        |                          | Evansville          |       |
| 4.  | 2:13,4  | Michael Troy     | Stany Zjednoczone | 23 lipca 1960        |                          | Toledo              |       |
| 5.  | 2:13,2  | Michael Troy     | Stany Zjednoczone | 4 sierpnia 1960      |                          | Detroit             |       |
| 6.  | 2:12,8  | Michael Troy     | Stany Zjednoczone | 2 września 1960      | Igrzyska olimpijskie     | Rzym                |       |
| 7.  | 2:12,6  | Carl Robie       | Stany Zjednoczone | 19 sierpnia 1961     |                          | Los Angeles         |       |
| 8.  | 2:12,5  | Kevin Berry      | Australia         | 20 lutego 1962       |                          | Melbourne           |       |
| 9.  | 2:12,4  | Carl Robie       | Stany Zjednoczone | 11 sierpnia 1962     |                          | Cuyahoga Falls      |       |
| 10. | 2:10,8  | Carl Robie       | Stany Zjednoczone | 11 sierpnia 1962     |                          | Cuyahoga Falls      |       |
| 11. | 2:09,7  | Kevin Berry      | Australia         | 23 października 1962 |                          | Melbourne           |       |
| 12. | 2:08,4  | Kevin Berry      | Australia         | 12 stycznia 1963     |                          | Sydney              |       |
| 13. | 2:08,2  | Carl Robie       | Stany Zjednoczone | 18 marca 1963        |                          | Tokio               |       |
| 14. | 2:06,9  | Kevin Berry      | Australia         | 29 marca 1964        |                          | Sydney              |       |
| 15. | 2:06,6  | Kevin Berry      | Australia         | 18 października 1964 | Igrzyska olimpijskie     | Tokio               |       |
| 16. | 2:06,4  | Mark Spitz       | Stany Zjednoczone | 26 lipca 1967        | Igrzyska panamerykańskie | Winnipeg            |       |
| 17. | 2:06,0  | John Ferris      | Stany Zjednoczone | 30 sierpnia 1967     |                          | Tokio               |       |
| 18. | 2:05,7  | Mark Spitz       | Stany Zjednoczone | 8 października 1967  |                          | Berlin Zachodni     |       |
| 19. | 2:05,4  | Mark Spitz       | Stany Zjednoczone | 22 sierpnia 1970     |                          | Los Angeles         |       |
| 20. | 2:05,0  | Gary Hall Sr.    | Stany Zjednoczone | 22 sierpnia 1970     |                          | Los Angeles         |       |
| 21. | 2:03,9  | Mark Spitz       | Stany Zjednoczone | 27 sierpnia 1971     |                          | Houston             |       |
| 22. | 2:03,3  | Hans Fassnacht   | RFN               | 31 sierpnia 1971     |                          | Landskrona          |       |
| 23. | 2:01,87 | Mark Spitz       | Stany Zjednoczone | 2 sierpnia 1972      |                          | Chicago             |       |
| 24. | 2:01,53 | Mark Spitz       | Stany Zjednoczone | 2 sierpnia 1972      |                          | Chicago             |       |
| 25. | 2:00,70 | Mark Spitz       | Stany Zjednoczone | 28 sierpnia 1972     | Igrzyska olimpijskie     | Monachium           |       |
| 26. | 2:00,21 | Roger Pyttel     | NRD               | 3 czerwca 1976       |                          | Berlin              |       |
| 27. | 1:59,63 | Roger Pyttel     | NRD               | 3 czerwca 1976       |                          | Berlin              |       |
| 28. | 1:59,23 | Mike Bruner      | Stany Zjednoczone | 18 lipca 1976        | Igrzyska olimpijskie     | Montreal            |       |
| 29. | 1:58,21 | Craig Beardsley  | Stany Zjednoczone | 30 lipca 1980        |                          | Irvine              |       |
| 30. | 1:58,01 | Craig Beardsley  | Stany Zjednoczone | 22 sierpnia 1981     |                          | Kijów               |       |
| 31. | 1:57,05 | Michael Groß     | RFN               | 26 sierpnia 1983     | Mistrzostwa Europy       | Rzym                |       |
| 32. | 1:57,04 | Jon Sieben       | Australia         | 3 sierpnia 1984      | Igrzyska olimpijskie     | Los Angeles         |       |
| 33. | 1:57,01 | Michael Groß     | RFN               | 29 czerwca 1985      |                          | Wuppertal           |       |
| 34. | 1:56,65 | Michael Groß     | RFN               | 10 sierpnia 1985     | Mistrzostwa Europy       | Sofia               |       |
| 35. | 1:56,24 | Michael Groß     | RFN               | 28 czerwca 1986      | Mistrzostwa Europy       | Hannover            |       |
| 36. | 1:55,69 | Melvin Stewart   | Stany Zjednoczone | 12 stycznia 1991     | Mistrzostwa świata       | Perth               |       |
| 37. | 1:55,22 | Dienis Pankratow | Rosja             | 14 czerwca 1995      |                          | Canet-en-Roussillon |       |
| 38. | 1:55,18 | Tom Malchow      | Stany Zjednoczone | 17 czerwca 2000      |                          | Charlotte           |       |
| 39. | 1:54,92 | Michael Phelps   | Stany Zjednoczone | 30 marca 2001        |                          | Austin              |       |
| 40. | 1:54,58 | Michael Phelps   | Stany Zjednoczone | 24 lipca 2001        | Mistrzostwa świata       | Fukuoka             |       |
| 41. | 1:53,93 | Michael Phelps   | Stany Zjednoczone | 22 lipca 2003        | Mistrzostwa świata       | Barcelona           | [ 2 ] |
| 42. | 1:53,80 | Michael Phelps   | Stany Zjednoczone | 17 sierpnia 2006     | Mistrzostwa Pacyfiku     | Victoria            | [ 3 ] |
| 43. | 1:53,71 | Michael Phelps   | Stany Zjednoczone | 17 lutego 2007       | Missouri Grand Prix      | Columbia            | [ 4 ] |
| 44. | 1:52,09 | Michael Phelps   | Stany Zjednoczone | 28 marca 2007        | Mistrzostwa świata       | Melbourne           | [ 5 ] |
| 45. | 1:52,03 | Michael Phelps   | Stany Zjednoczone | 13 sierpnia 2008     | Igrzyska olimpijskie     | Pekin               | [ 6 ] |
| 46. | 1:51,51 | Michael Phelps   | Stany Zjednoczone | 29 lipca 2009        | Mistrzostwa świata       | Rzym                | [ 7 ] |
| 47. | 1:50,73 | Kristóf Milák    | Węgry             | 24 lipca 2019        | Mistrzostwa świata       | Gwangju             | [ 8 ] |
| 48. | 1:50,34 | Kristóf Milák    | Węgry             | 21 czerwca 2022      | Mistrzostwa świata       | Budapeszt           | [ 9 ] |

### Basen 25 m
| Lp. | Czas    | Zawodnik         | Państwo           | Data              | Zawody              | Miejsce       | Źródło        |
| --- | ------- | ---------------- | ----------------- | ----------------- | ------------------- | ------------- | ------------- |
| 1.  | 1:54,67 | Franck Esposito  | Francja           | 1 lutego 1992     |                     | Paryż         |               |
| 2.  | 1:54,58 | Danyon Loader    | Nowa Zelandia     | 6 lutego 1993     | Puchar Świata       | Paryż         | [ 10 ]        |
| 3.  | 1:54,50 | Danyon Loader    | Nowa Zelandia     | 9 lutego 1993     | Puchar Świata       | Malmö         | [ 10 ]        |
| 4.  | 1:54,21 | Danyon Loader    | Nowa Zelandia     | 13 lutego 1993    | Puchar Świata       | Gelsenkirchen | [ 10 ]        |
| 5.  | 1:53,05 | Franck Esposito  | Francja           | 26 marca 1994     | Puchar Świata       | Paryż         | [ 11 ]        |
| 6.  | 1:52,64 | Dienis Pankratow | Rosja             | 31 stycznia 1997  | Puchar Świata       | Gelsenkirchen | [ 12 ] [ 13 ] |
| 7.  | 1:51,76 | James Hickman    | Wielka Brytania   | 28 marca 1998     | Puchar Świata       | Paryż         | [ 14 ]        |
| 8.  | 1:51,58 | Franck Esposito  | Francja           | 14 stycznia 2001  | Mistrzostwa Francji | Antibes       | [ 15 ]        |
| 9.  | 1:51,21 | Thomas Rupprath  | Niemcy            | 1 grudnia 2001    | Mistrzostwa Niemiec | Rostock       | [ 16 ]        |
| 10. | 1:50,73 | Franck Esposito  | Francja           | 8 grudnia 2002    | Mistrzostwa Francji | Antibes       | [ 17 ]        |
| 11. | 1:50,60 | Nikołaj Skworcow | Rosja             | 13 grudnia 2008   | Mistrzostwa Europy  | Rijeka        | [ 18 ]        |
| 12. | 1:50,53 | Nikołaj Skworcow | Rosja             | 11 lutego 2009    | Mistrzostwa Rosji   | Petersburg    | [ 19 ]        |
| 13. | 1:49,11 | Kaio de Almeida  | Brazylia          | 10 listopada 2009 | Puchar Świata       | Sztokholm     | [ 20 ]        |
| 14. | 1:49,04 | Chad le Clos     | Południowa Afryka | 7 sierpnia 2013   | Puchar Świata       | Eindhoven     | [ 21 ]        |
| 15. | 1:48,56 | Chad le Clos     | Południowa Afryka | 5 listopada 2013  | Puchar Świata       | Singapur      | [ 22 ]        |
| 16. | 1:48,24 | Daiya Seto       | Japonia           | 11 grudnia 2018   | Mistrzostwa świata  | Hangzhou      | [ 23 ]        |

## Kobiety

### Basen 50 m
| Lp. | Czas     | Zawodniczka        | Państwo           | Data                 | Zawody                           | Miejsce         |        |
| --- | -------- | ------------------ | ----------------- | -------------------- | -------------------------------- | --------------- | ------ |
| 1.  | 2:40,5   | Nancy Ramey        | Stany Zjednoczone | 29 czerwca 1958      |                                  | Los Angeles     |        |
| 2.  | 2:38,9   | Tineke Lagerberg   | Holandia          | 13 września 1958     |                                  | Naarden         |        |
| 3.  | 2:37,0   | Becky Collins      | Stany Zjednoczone | 19 lipca 1959        |                                  | Redding         |        |
| 4.  | 2:34,4   | Marianne Heemskerk | Holandia          | 12 czerwca 1960      |                                  | Lipsk           |        |
| 5.  | 2:32,8   | Becky Collins      | Stany Zjednoczone | 13 sierpnia 1961     |                                  | Filadelfia      |        |
| 6.  | 2:31,2   | Sharon Finneran    | Stany Zjednoczone | 19 sierpnia 1962     |                                  | Chicago         |        |
| 7.  | 2:30,7   | Sharon Finneran    | Stany Zjednoczone | 25 sierpnia 1962     |                                  | Los Altos       |        |
| 8.  | 2:29,1   | Susan Pitt         | Stany Zjednoczone | 27 lipca 1963        |                                  | Filadelfia      |        |
| 9.  | 2:28,1   | Sharon Stouder     | Stany Zjednoczone | 12 lipca 1964        |                                  | Los Angeles     |        |
| 10. | 2:26,4   | Sharon Stouder     | Stany Zjednoczone | 2 sierpnia 1964      |                                  | Los Altos       |        |
| 11. | 2:26,3   | Kendis Moore       | Stany Zjednoczone | 15 sierpnia 1965     |                                  | Maumee          |        |
| 12. | 2:25,8   | Ada Kok            | Holandia          | 21 sierpnia 1965     |                                  | Lejda           |        |
| 13. | 2:25,3   | Ada Kok            | Holandia          | 12 września 1965     |                                  | Groningen       |        |
| 14. | 2:22,5   | Ada Kok            | Holandia          | 2 sierpnia 1967      |                                  | Groningen       |        |
| 15. | 2:21,0   | Ada Kok            | Holandia          | 25 sierpnia 1967     |                                  | Blackpool       |        |
| 16. | 2:20,7   | Karen Moe          | Stany Zjednoczone | 11 lipca 1970        |                                  | Santa Clara     |        |
| 17. | 2:19,3   | Alice Jones        | Stany Zjednoczone | 22 sierpnia 1970     |                                  | Los Angeles     |        |
| 18. | 2:18,6   | Karen Moe          | Stany Zjednoczone | 7 sierpnia 1971      |                                  | Santa Clara     |        |
| 19. | 2:18,4   | Ellie Daniel       | Stany Zjednoczone | 28 sierpnia 1971     |                                  | Houston         |        |
| 20. | 2:16,62  | Karen Moe          | Stany Zjednoczone | 6 sierpnia 1972      |                                  | Chicago         |        |
| 21. | 2:15,57  | Karen Moe          | Stany Zjednoczone | 4 września 1972      | Igrzyska olimpijskie             | Monachium       |        |
| 22. | 2:15,45  | Rosemarie Kother   | NRD               | 8 września 1973      | Mistrzostwa świata               | Belgrad         |        |
| 23. | 2:13,76  | Rosemarie Kother   | NRD               | 8 września 1973      | Mistrzostwa świata               | Belgrad         |        |
| 24. | 2:13,60  | Rosemarie Gabriel  | NRD               | 14 marca 1976        |                                  | Tallinn         |        |
| 25. | 2:12,84  | Rosemarie Gabriel  | NRD               | 4 czerwca 1976       |                                  | Berlin          |        |
| 26. | 2:11,22  | Rosemarie Gabriel  | NRD               | 5 czerwca 1976       |                                  | Berlin          |        |
| 27. | 2:11,20  | Andrea Pollack     | NRD               | 9 kwietnia 1978      |                                  | Leningrad       |        |
| 28. | 2:09,87  | Andrea Pollack     | NRD               | 4 lipca 1978         |                                  | Berlin          |        |
| 29. | =2:09,87 | Tracy Caulkins     | Stany Zjednoczone | 26 sierpnia 1978     | Mistrzostwa świata               | Berlin          |        |
| 30. | 2:09,77  | Mary T. Meagher    | Stany Zjednoczone | 7 lipca 1979         | Igrzyska panamerykańskie         | San Juan        |        |
| 31. | 2:08,41  | Mary T. Meagher    | Stany Zjednoczone | 6 sierpnia 1979      |                                  | Fort Lauderdale |        |
| 32. | 2:07,01  | Mary T. Meagher    | Stany Zjednoczone | 6 sierpnia 1979      |                                  | Fort Lauderdale |        |
| 33. | 2:06,37  | Mary T. Meagher    | Stany Zjednoczone | 7 lipca 1980         |                                  | Irvine          |        |
| 34. | 2:05,96  | Mary T. Meagher    | Stany Zjednoczone | 13 sierpnia 1981     | Mistrzostwa Stanów Zjednoczonych | Brown Deer      | [ 24 ] |
| 35. | 2:05,81  | Susie O’Neill      | Australia         | 17 maja 2000         | Kwalifikacje olimpijskie         | Sydney          | [ 24 ] |
| 36. | 2:05,78  | Otylia Jędrzejczak | Polska            | 4 sierpnia 2002      | Mistrzostwa Europy               | Berlin          | [ 25 ] |
| 37. | 2:05,61  | Otylia Jędrzejczak | Polska            | 28 lipca 2005        | Mistrzostwa świata               | Montreal        | [ 26 ] |
| 38. | 2:05,40  | Jessicah Schipper  | Australia         | 17 sierpnia 2006     | Mistrzostwa Pacyfiku             | Victoria        | [ 27 ] |
| 39. | 2:04,18  | Liu Zige           | Chiny             | 14 sierpnia 2008     | Igrzyska olimpijskie             | Pekin           | [ 28 ] |
| 40. | 2:04,14  | Mary Descenza      | Stany Zjednoczone | 29 lipca 2009        | Mistrzostwa świata               | Rzym            | [ 29 ] |
| 41. | 2:03,41  | Jessicah Schipper  | Australia         | 30 lipca 2009        | Mistrzostwa świata               | Rzym            | [ 30 ] |
| 42. | 2:01,81  | Liu Zige           | Chiny             | 21 października 2009 | Mistrzostwa Chin                 | Jinan           | [ 31 ] |

### Basen 25 m
| Lp. | Czas    | Zawodniczka        | Państwo           | Data              | Zawody                | Miejsce   | Źródło |
| --- | ------- | ------------------ | ----------------- | ----------------- | --------------------- | --------- | ------ |
| WBT | 2:05,65 | Mary T. Meagher    | Stany Zjednoczone | 2 stycznia 1981   |                       |           | [ 32 ] |
| 1.  | 2:05,37 | Susie O’Neill      | Australia         | 17 lutego 1999    | Puchar Świata         | Malmö     | [ 32 ] |
| 2.  | 2:04,43 | Susie O’Neill      | Australia         | 2 września 1999   | Mistrzostwa Australii | Canberra  | [ 33 ] |
| 3.  | 2:04,16 | Susie O’Neill      | Australia         | 19 stycznia 2000  | Puchar Świata         | Sydney    | [ 34 ] |
| 4.  | 2:04,04 | Yang Yu            | Chiny             | 18 stycznia 2004  | Puchar Świata         | Berlin    | [ 35 ] |
| 5.  | 2:03,53 | Otylia Jędrzejczak | Polska            | 13 grudnia 2007   | Mistrzostwa Europy    | Debreczyn | [ 36 ] |
| 6.  | 2:03,12 | Yuko Nakanishi     | Japonia           | 23 lutego 2008    | Japan Open            | Tokio     | [ 37 ] |
| 7.  | 2:02,50 | Liu Zige           | Chiny             | 11 listopada 2009 | Puchar Świata         | Sztokholm | [ 38 ] |
| 8.  | 2:00,78 | Liu Zige           | Chiny             | 15 listopada 2009 | Puchar Świata         | Berlin    | [ 39 ] |
| 9.  | 1:59,61 | Mireia Belmonte    | Hiszpania         | 3 grudnia 2014    | Mistrzostwa świata    | Doha      | [ 40 ] |